# Focus Group Holdings Limited
Focus Group Holdings Limited (映藝集團控股有限公司) est une société de production et de distribution de cinéma hongkongaise, ainsi qu'un label musical, créée en 2004 par l'acteur et chanteur Andy Lau.

## Histoire
Originellement nommée Teamwork Motion Pictures (天幕製作有限公司), la compagnie est renommée en 2004 afin de prendre un nouveau départ après une longue procédure judiciaire entre Andy Lau et son associé Clement Mak.
Plusieurs films produits par la société à l'époque de Teamwork ont été salués par la critique comme Made in Hong Kong (1997) ou The Longest Summer (en) (1998), tous deux réalisés par Fruit Chan.
Il est annoncé que Focus Films produira un remake du film d'action de 1967 Story of a Discharged Prisoner (en) (un film ayant également été repris par John Woo avec Le Syndicat du crime) pour un coût estimé de 5 millions US$. Lau sera l'acteur principal et le réalisateur sera Stephen Fung.
En décembre 2006, les dirigeants Daniel Yu et Lorna Tee quittent leurs fonctions chez Focus Films.

## Activités
Focus Group agit en tant que société de société de portefeuille pour un certain nombre de sociétés spécialisées dans différents domaines.
Les principales entreprises sous le contrôle et la propriété de Focus Group sont :
- Focus Films Limited - production et de distribution de films.
- Topman Global Limited - agence artistique.
- Topman Holdings Limited - gestion des droits de propriété intellectuelle de Focus Group et de divers sites internet des sociétés du groupe.
- Andy World Club Limited - organisation de fonctions et d'activités pour les fans d'Andy Lau.
- Focus Music Limited - production de musique (anciennement appelé Ever Song Limited).
- Andox Limited - propriétaire et gestion des droits de propriété intellectuelle, des marques de commerce et de tous les droits d'utilisation des termes Andox et Box.
- Focus Theatre Limited - organisation de diverses activités de spectacle au public.
- Focus Entertainment Limited - organisateur et producteur de spectacles sur scène proposant une gamme variée de programmes de spectacles en direct, allant de concerts en direct de tous les genres musicaux, d'émissions familiales et d'événements culturels mondiaux pour tous les âges.
- Focus Television Production Limited - responsable de la production de programmes télévisés, d'un large choix de programmes allant des séries dramatiques aux documentaires, en passant par les carnets de voyage et d'infodivertissement.
- Infinitus Entertainment Limited - production de films, gestion de projets cinématographiques et investissement dans des projets cinématographiques et télévisuels.
- Focus Licensing Limited - branche opérationnelle qui se consacre à la gestion de la marque et des licences.

## Filmographie
À l'époque de Teamwork Motion Pictures :
- Give Them a Chance (2003)
- The Runaway Pistol (2002)
- Fulltime Killer (2001)
- Dance of a Dream (2001)
- A Fighter's Blues (2000)
- The Longest Summer (en) (1998)
- Made in Hong Kong (1997)
- Thanks for Your Love (1996)
- Tian Di (1994)
- Women on the Run (1993)
- Days of Tomorrow (1993)
- Moon Warriors (1992)
- Saviour of the Soul 2 (1992)
- Never-Ending summer (1992)
- Gameboy Kids (1992)
- Saviour of the Soul (1991)

Après renommage en Focus Group :
- Crisis Route (en production)
- Shock Wave 2 (2020)
- La Guerre des Cartels 2 (2019)
- The Bodyguard (2016)
- Our Times (2015)
- Lost and Love (2015)
- My Voice, My Life (en) (2014)
- Firestorm (2013)
- A Simple Life (2012)
- What Women Want (2011)
- Gallants (2010)
- Brothers (2006)
- Vagues invisibles (2006) co-production
- I'll Call You (2006)
- Love Story (2006)
- Rain Dogs (2006)
- Crazy Stone (en) (2006)
- My Mother Is a Belly Dancer (2006)
- After This Our Exile (2006)
- The Shoe Fairy (2005)
- A Side, B side, Seaside (2005)
- All About Love (2005)
- A World Without Thieves (2004)
- La Voie du Jiang Hu (2004)

Films produits par la compagnie sous le nom de Infinitus Entertainment :
- Find Your Voice (2019)
- Chasing the Dragon (2017)
- The Adventurers (2017)
- J Revolusi (en) (2017), co-production avec Malaysian studio Grand Brilliance[5]
- Shock Wave (2017)
- Mission Milano (2016)
- From Vegas to Macau 3 (2016)

## Télévision
- The Trading Floor (en) (2018)

## Albums
Édités sous le label Ever Music :
- 2004 : Coffee or Tea d'Andy Lau
- 2004 : Andy Lau Vision Tour 2004 d'Andy Lau

Édités sous le label Focus Music :
- 2006 : Voice CD+DVD Limited Birthday Celebration Version 27/09/06 d'Andy Lau
- 2006 : Voice d'Andy Lau
- 2005 : All About Love d'Andy Lau
- 2005 : Best of My Love d'Andy Lau